# Харли Квинн
Ха́рли Квинн (англ. Harley Quinn), настоящее имя — доктор Ха́рлин Фрэ́нсис Квинзе́ль (англ. Dr. Harleen Frances Quinzel) — суперзлодейка, позже антигероиня вселенной DC Comics, первоначально появившаяся в мультсериале «Бэтмен» 1992 года, позже была перенесена в комиксы. Поддерживает приятельские отношения с Ядовитым плющом и Женщиной-кошкой. Псевдоним персонажа образован из её настоящего имени, Харлин Квинзель (Harleen Quinzel), как ассоциация со словом «арлекин» (harlequin).

## История создания
Харли Квинн создали Брюс Тимм и Пол Дини для мультсериала «Бэтмен».
В эпизоде «Услуга Джокеру» (Joker's Favor), по задумке авторов, кто-то должен был выпрыгнуть из торта в комнате, полной полицейских. Было решено, что самому Джокеру это сделать было бы странно, и появилась необходимость создать соответствующего помощника-клоуна, хотя в конечном варианте сценария эпизода именно Джокер и сделал это. Пол Дини решил, что будет интересно, чтобы таким персонажем стала девушка. В течение 10 дней, что длилось написание сценария для эпизода, образ и роль героини беспрерывно менялся, сначала у Дини была идея женщины — громилы в тёмных очках, которая беспрекословно подчинялась бы Джокеру, но потом Дини пришла идея сделать героиню забавной, чтобы она могла шутить и иногда даже смешнее Джокера, из-за чего тот бы на неё злился.
Когда пришло время выбирать имя персонажа, то у автора в голове крутилось множество имён, вроде Коломбины, но в итоге было выбрано Харли Квинн, которое похоже по звучанию на «арлекин».
Героиню озвучила Арлин Соркин, актриса, игравшая в мыльной опере «Дни нашей жизни», в одном из эпизодов которой она появляется в костюме шута. Эта сцена вдохновила Дини на создание Харли. Так как Дини был знаком с Соркин с колледжа, то он добавил черты личности и внешности в образ персонажа. Другими источниками, по мнению Соркин, служили помощницы Джеймса Кегни из кинофильмов о гангстерах и Аделаида из мюзикла «Парни и куколки».
Постепенно характер и роль Харли менялась, все изменения принимались в ходе обсуждений между Полом Дини, Брюсом Тиммом и Аланом Бёрнеттом.

## Биография
Харлин Квинзел была прирождённой гимнасткой и, заработав спортивную стипендию, поступила в университет. Её интересовал престижный диплом психиатра, но напрягаться в учёбе она не собиралась — вместо этого девушка соблазнила преподавателя, по чьим предметам не успевала. Харли планировала стать популярным психологом с собственной серией книг и пошла работать в психиатрическую лечебницу Аркхэм, чтобы заработать себе имя на самых сложных случаях с маньяками-убийцами. После трёх месяцев уговоров руководство позволило ей проводить сеансы с Джокером, который влюбил её в себя. Харли помогает злодею сбежать, а когда руководство больницы узнаёт об этом, Квинн вскоре сама оказывается в клинике, но уже как пациентка.
После событий «Ничьей земли», когда землетрясение разрушило Готэм и тот был исключён из состава США, Харли смогла сбежать из разрушенного Аркхэма, найти арлекинский костюм и обнаружить Джокера, который позволил своей спасительнице примкнуть к банде. Вскоре Квинн впервые столкнулась лично с Бэтменом, но смогла сбежать от него.
Джокеру не понравилось, что Харли вызывает в нём положительные чувства, и он попытался её убить. Раненую злодейку нашла другая готэмская преступница — Ядовитый Плющ. Девушки подружились, и Айви даже дала подруге средство, которое послужило противоядием от всех токсинов, а также повысило силу, скорость и прочность Харли.
Достаточно быстро она, несмотря на недавнюю попытку расправы, прощает Джокера, и они снова стали дуэтом.
Харли помогала Джокеру во множестве злодеяний. Например, она участвовала в осуществлении его плана похитить и взорвать несколько десятков детей, родившихся за год до Катаклизма, в результате герои спасают детей, но клоун убил Сару Эссен, полицейскую и жену комиссара Джеймса Гордона. Также она с Джокером пыталась отомстить Лексу Лютеру за восстановление Готэма, но им помешал Супермен.
Однажды Клоун-Принц Преступного мира обманул почти всемогущего импа из 5-го измерения мистера Миксиспитлика и заполучил 99 % его сил, провозгласив себя Императором Джокером, властелином Земли. Он создал Джокеровскую Лигу Анархии, где кроме остальных злодеев ему служила и Харли, до тех пор, пока в качестве шутки всесильный тиран не превратил её в созвездие на ночном небе.
Когда трое греческих богов Деймос, Эрис и Фобос, дети бога войны Ареса, просыпаются после многих сотен лет сна и вселяются в Джокера, Ядовитого Плюща и Пугало, Деймос решает принести в жертву Аресу именно Харли Квинн, чтобы тем самым привлечь бога войны на Землю, но герои их останавливают.
Несмотря на все страдания, причинённые Джокером, Харли помогла ему выйти из тюрьмы для суперзлодеев «Плеть», и пока Джокер отходил от заключения, она управляла делами Клоуна, да так успешно, что Джокер решил от неё избавиться. Он выстрелил в бывшую возлюбленную, но это оказалась Ядовитый Плющ в арлекинском костюме. Увидев предательство, девушка избила Джокера и порвала с ним отношения. Сначала Харли пошла в банду к Двуликому, но потом организовала собственную банду из пяти человек — «квинтет» (игра слов, коллектив из пяти человек и отсылка к прозвищу злодейки), но те вскоре решили убить руководительницу, в результате чего клоун получила травму, посчитала себя Бэтгёрл и, надев её костюм, пыталась геройствовать.
Когда психиатры решили провести экспериментальную терапию и сообщили Джокеру, что он вскоре умрёт, тот устроил бунт в «Плети», выпустил армию суперзлодеев, накачав своим ядом, устроил бедствие планетарного масштаба и, наконец, решил обзавестись наследником, выбрав для этого свою бывшую пассию. Но Харли такой вариант не понравился, и она объединилась с супергероями, чтобы остановить безумного клоуна.
После всего этого Харли и Айви перебрались в Метрополис, где Квинн умудрилась устроиться в Daily Planet автором колонки любовных советов, сбежать от влюблённого в неё Бизарро и в конце концов взорваться с реактивным ранцем.
Однажды злодейка попала в ад, где устроила бунт умерших злодеев, а потом так достала демона Этригана, что тот изгнал её обратно, вернув на Землю. Но оказалось, что вернулась только душа Квинн, а тело осталось уничтоженным, психопатка стала перемещаться из тела в тело, пока Марсианский Охотник и Затанна не вернули ей тело.
Через некоторое время Харли стал вредить таинственный враг, подставивший злодейку, которого та разоблачила и отправила в лечебницу.
Также, в числе главных врагов Бэтмена, Харли участвовала в плане Хаша и Риддлера по уничтожению героя, затем вместе с девочкой спасалась от готэмских бандитов, после чего вернулась на лечение в клинику. Вместе со многими злодеями сбежала во время организованного Секретным обществом суперзлодеев всеобщего побега из тюрем по всей планете, но была оглушена, как только оказалась за пределами больницы.
Сбежав из Аркхэма и снова попав в неприятности, в итоге присоединилась к команде наёмников Секретная шестёрка и сражалась с ними против команды героинь Хищные птицы.
Уйдя из команды, снова прибыла в Метрополис, получив предложение о работе психоаналитиком в центре амазонок для женщин.
Подружившись там с Холли Робинсон, подругой и бывшей помощницей Женщины-кошки, Харли решила стать настоящей Амазонкой. Но вскоре выяснилось, что центр организовала Грэнни Гуднесс, слуга Дарксайда, и девушки попали на планету зла Апоколипс. Там они освободили пленённых богов и получили от них силы (Харли — от музы комедии Талии), затем последовали сражения и путешествия по различным мирам.
Наконец Харли снова объединилась с Ядовитым Плющом, а также с воровкой Женщиной-кошкой, и вместе они сформировали команду Готэмские сирены. Девушки пережили многое — атаку бывшего помощника Джокера, мстившего Харли, навестили семью Квинзел, спасли Женщину-кошку от Чёрной Маски, попытались отомстить Джокеру, успели поссориться и помириться, а также сразились с Талией аль Гуль.

### New 52
В 2011 году DC Comics перезагрузили всю свою комикс-вселенную, в связи с чем многие персонажи и события претерпели изменения, которые, разумеется, коснулись и Харли Квинн. Самые основные моменты биографии остались — она по-прежнему психиатр Джокера и помогает ему сбежать из Аркхэма. Но подобно своему любимому, она получает несколько разных историй происхождения. По одному варианту событий, Харлин с самого начала работы с Джокером понимает, что тот — лживый психопат, создающий хаос вокруг себя, чтобы, будучи в его эпицентре, наслаждаться происходящим ужасом. Однако всё равно влюбляется в него и, когда узнаёт, что её начальница украла её исследования, от злости освобождает клоуна и сбегает вместе с ним. Другая история гласит, что Харлин, получив отличное образование, идёт работать в лечебницу, так как ей интересны личности и разумы преступников. Там она в качестве эксперимента притворяется пациенткой, но раскусивший её Джокер соблазняет девушку, и они сбегают.
Дальнейшие события более однозначны: Джокер приводит Харлин на химический завод «Эйс Кемикалс», чтобы показать, где он «переродился», и кидает свою возлюбленную в чан с химикатами, чтобы она, так же как и он когда-то, изменилась. Харли приобрела белую кожу, а её волосы стали красно-синими (красно-чёрными в зависимости от рисовки). Она окончательно сошла с ума, чему, правда, была только рада.
После того, как Джокер срезает себе лицо и пропадает из Готэма, Харли начинает атаковать людей, ответственных за его заключение, и это заканчивается тем, что Чёрная Канарейка арестовывает её, а Аманда Уоллер, затем, вынуждает Квинн вступить в Отряд самоубийц. Там у неё завязываются романтические отношения с другим участником команды — Дэдшотом. Когда девушка узнаёт, что, по слухам, Джокер мёртв, то нападает на Готэмское полицейское управление, чтобы заполучить срезанное лицо клоуна. Ей это удаётся, после чего она связывает пришедшего за ней Дэдшота, надевает на него лицо Джокера и говорит с ним, будто с возлюбленным. Но Дэдшот хитростью освобождается и ранит Харли.
После того, как Джокер возвращается в Готэм, он похищает её и заставляет помочь ему устроить ловушку для Бэтмена. Клоун одевает Харли в свой старый костюм Красного колпака, и та заманивает Бэтмена на химический завод «Эйс Кемикалс», где заклятые враги впервые встретились. Бэтмен требует, чтобы Харли сказала ему, где Джокер. Но она лишь в слезах отвечает, что это больше не «её Джокер».
Также возможно, что Харли была не первой подружкой Джокера: после того, как Квинн помогла ему, Джокер пытается срезать ей лицо, но когда та отказывается, он заковывает её в цепи и запирает в подвале, где находятся трупы других девушек, одетых почти так же, как Харли, и именно там он говорит ей следующее: «Что? Думала, ты была первой?! Я тебе так скажу: ты далеко не последняя!»

### Rebirth
В июне 2016 года DC Comics вновь перезапустили свою комикс-вселенную, однако в этот раз события, произошедшие с 2011 года, не обнулились. Тем не менее, кое-какие изменения всё же произошли, например, они связаны с внешним видом персонажей. Отныне Харли Квинн стала больше похожа на свою версию в киновселенной DC: она снова блондинка, но кончики волос окрашены в голубой и розовый цвета; в её гардеробе появились короткие футболки с надписями, однако по-прежнему остались обтягивающие шорты, штаны и куртки; любимое оружие по-прежнему гигантский молот, но иногда они сменяются парой пистолетов.
В линейке комиксов Suicide Squad Харли работает в команде с Дэдшотом, Капитаном Бумерангом, Чародейкой, Катаной и Убийцей Кроком — иными словами, состав команды из фильма «Отряд самоубийц» 2016 года перешёл в комиксы. Лидером команды является Рик Флэг, с которым у Харли в какой-то момент завязываются романтические отношения. Однако в Suicide Squad № 19 Флэг погибает, и вместо него Аманда Уоллер назначает лидером команды Квинн.

## История публикаций
После успеха персонажа в мультсериале Харли Квинн появилась и в комиксах. Этот вариант персонажа был более безумен и с менее парадоксальным юмором, чем образ из мультфильма, что приблизило её к характеру Джокера.
Впервые в комиксах Харли Квинн появилась в The Batman Adventures № 12 в сентябре 1993 года. Происхождение персонажа было подробно освещено в графическом романе «Безумная любовь», вышедшем в 1994 году. Роман получил хорошие отзывы критиков и получил несколько наград — премию Айснера и премию Харви за лучший одиночный выпуск комиксов года. Эти и последующие появления Харли Квинн в комиксах вплоть до Batman: Harley Quinn являлись неканоническими и не относились к основной Вселенной DC. В Batman: Harley Quinn, вышедшем в октябре 1999 года, было подробнее рассказано о происхождении персонажа, и Харли Квинн была «вписана» в канон DC.

### New 52

Новый образ Харли Квинн на обложке Suicide Squad #1

После перезагрузки всей вселенной комиксов компании DC Харли Квинн также претерпела изменения. Самые основные моменты биографии остались — она по-прежнему психиатр Джокера и помогает ему сбежать из «Аркхэма».
Вместо классического арлекинского костюма эта версия героини носит очень откровенную одежду — корсет, короткие шорты и чулки, причём теперь в красно-синей расцветке (иногда в красно-чёрной, в зависимости от рисовки). В той же гамме покрашены её волосы. Вместо огромного револьвера и гигантского деревянного молота её оружием стали множество ножей и металлическая кувалда. Позже Квинн стала использовать красно-чёрную тему костюма и огромный молот.
В ноябре 2013 года Харли получила свою собственную линейку комиксов. Серия стала популярной и постоянно занимала места в десятке самых продаваемых комикс-онгоингов в США.
5 сентября 2013 года DC Comics объявила конкурс для фанатов и художников под названием «Break into comics with Harley Quinn!» В частности, издательство предложило конкурсантам показать Харли в четырёх различных сценариях самоубийств. Этот конкурс привлёк споры не только потому, что проводился за несколько дней до национальной недели профилактики самоубийств в США, но и потому, что некоторым художникам не нравится сексуальное изображение Харли в четвёртом сценарии, где Харли пытается покончить жизнь самоубийством в ванной, будучи обнажённой.

## Альтернативные версии
- В комиксе Thrillkiller персонаж является школьницей по имени Хейли Фицпатрик, которая помогает женскому варианту Джокера — Бьянке Стиплчейз. Девушки имеют сексуальные отношения, и в общем более близки, чем их аналоги в основной непрерывности вселенной DC. После того, как Бэтгёрл убивает Бьянку, показано, что Хейли убивает свою семью.
- В другой версии Лекс Лютор показан как музыкальный продюсер. Одна из его групп — певицы Харли и Айви (Ядовитый Плющ).
- На новой Земле-3 Харлин Куинзел — бизнес-менеджер Джокстера (Jokester; геройский вариант Джокера). Она убита Оулменом (с англ. — «Человек-филин») — злодейской версией Бэтмена.
- В графическом романе «Джокер» Харли Квинн является помощницей и любовницей Джокера. Эта ипостась злодейки серьёзна, молчалива (не произносит ни одной реплики) и редко надевает маску арлекина. Во время первого появления показана стриптизёршей, было ли это её занятие во время ареста Джокера или только уловкой — неизвестно.

## Вне комиксов

### Телевидение
- В мультсериале «Бэтмен: Мультсериал» (Batman: The Animated Series) Харли Квинн оказывала посильную помощь Джокеру в его преступлениях, оставаясь при этом весьма наивной. Джокер постоянно издевается над девушкой, они периодически ссорятся, но потом мирятся. В серии «Харли и Плющ» («Harley and Ivy») Джокер выгоняет Харли из банды, и та, пойдя на ограбление в одиночку, случайно знакомится с другой суперзлодейкой и противницей Бэтмена — Ядовитым Плющом, с которой быстро находит общий язык. Героиня была озвучена актрисой Арлин Соркин.
- В мультсериале Новые приключения Бэтмена, который является продолжением «Бэтмен: Мультсериал» Харли Квинн также периодически появляется в роли злодейки, несмотря на то, что предыдущих сезонах решила завязать. В одной из последних серий «Mad love» («Безумная любовь») Джокер в очередной раз ссорится с Харли и та решает воплотить в жизнь один из его планов по убийству Бэтмена, чтобы развеселить «пудинга». Параллельно Харли вспоминает историю своего знакомства с психом, когда была интерном в психиатрической лечебнице «Аркхем». При их первой встрече Джокер сразу преобразил её имя из Харлин Квинзель в Харли Квинн. Когда она понимает, что влюбилась, она решает помочь Джокеру бежать, украв костюм арлекина из карнавального магазина. В настоящем Джокер ещё больше разозлился, узнав, что задумала Харли и сталкивает её с высоты. В конце вся перебинтованная Харли лежит в Аркхеме и убеждает себя, что между ней и этим психом всё кончено, но, увидев на столе цветок с запиской от мистера Джея «Поправляйся», снова расплывается в счастливой влюблённой улыбке.
- Харли Квинн вместе с Женщиной-кошкой и Ядовитым Плющом является главной героиней анимационного веб-сериала "Готэмские девушки", который выходил с 2000 по 2002 год. В сериале её роль повторила Арлин Соркин.
- Харли Квинн вместе с Ядовитым Плющом появляется в мультсериале "Статический шок" в эпизоде "Жёсткие, как Нэйлс". Они манипулируют девушкой мета-человеком Нэйлс (Элли Лэнгфорд), которая хотела лекарство от своей мутации, но были в итоге остановлены усилиями Бэтмена и Статика.
- В мультсериале «Лига справедливости» (2003), продолжающем сюжетную линию BTAS Харли, вместе с Джокером появляется во втором сезоне эпизоде из двух частей «Дикие карты» (№ 21–22).
- В мультсериале «Бэтмен» 2004 года Харли дебютировала в восьмой серии «Два сапога пара» четвёртого сезона, сценарий которого написал создатель персонажа Пол Дини. Кроме этого эпизода, Квинн появляется ещё в нескольких эпизодах, но значительную роль играет только в «Металлическое лицо комедии». В этой вселенной Харли представлена как телевизионный психолог, который специализируется на предоставлении советов по отношениям. Когда её увольняют, с ней встречается Джокер, который оказывается главным фанатом передачи Харлин. Она решает написать книгу о маньяке, чтобы вернуть себе славу, но влюбляется в безумного клоуна и становится помощницей Джокера. Харли была озвучена актрисой Хинден Уолч[англ.]. В комиксах, продолжающих сюжетную линию мультсерила, Харли и Ядовитый Плющ также подружились, но в этом случае именно Квинн является более активной в паре, явно доминируя над Плющом, которая в этой версии только подросток.
- В мультсериале «Бэтмен: Отважный и смелый» есть несколько камео Харли Квинн: в эпизоде «Legends of the Dark Mite!» на Comic-Con можно заметить Пола Дини, одетого как арлекин; в эпизоде «Emperor Joker!» её озвучивает Меган Стрейндж[англ.]; в финальном эпизоде «Mitefall!» Харли появляется наряду с большинством других персонажей мультсериала.
- В мультсериале «Молодая справедливость» в эпизоде «Секреты» на костюмированном балу появляется подросток, одетый как Харли Квинн.
- В телесериале «Хищные птицы» Харли сыграна актрисами Шерилин Фенн (в пилотной серии) и Миа Сара (в остальных) и является основным противником главных героинь сериала «Хищные птицы» — Охотницы, Оракула и Чёрной канарейки. Она пытается восстановить империю Джокера, действуя за кулисами, манипулируя другими злодеями и натравливая их на супергероинь. Одновременно она является психиатром Хелены Кайл (Охотницы) и её близкой подругой.
- Имеет камео в сериале «Стрела» в эпизоде второго сезона под названием «Отряд смертников». Её сыграла Кэсседи Алекса, а озвучила Тара Стронг[45][46].
- Харли Квинн обсуждалась для появления в телесериале «Готэм»[47][48]. Приход персонажа тизерили в январе 2017 года в финале третьего сезона, который тогда устанавливал сюжетную линию для четвёртого сезона[49][50]. Давид Мазуз, актёр исполнявший роль Брюса Уэйна, даже подтвердил, что Харли Квинн предстанет в финале третьего сезона[51][52]. Однако затем продюсеры опровергли появление Харли, причём, не только в четвёртом сезоне, но и в сериале вообще[53]. Но персонаж, похожий на Харли Квин, появился в конце четвёртого сезона в исполнении Франчески Рут-Додсон. Здесь её настоящее имя — Экко. Она верная помощница Джеремайи Валеска, брата Джерома, обладает хорошей боевой подготовкой и знаниями в рукопашном бою, так как смогла в одиночку одолеть Джима Гордона и Харви Булока. Зрителям удаётся увидеть её более мрачный, но канонический образ. В финальной серии сериала персонаж умирает, но Джеремая говорит, что «в море ещё много рыбы», что намекает на оригинальную Харли Квинн.
- Мультсериал «Харли Квинн» (2019) посвящён приключениям героини, которая покидает Джокера и создаёт свою команду злодеев. Харли намеревается стать самостоятельным злодеем Готэма и попасть в организацию «Легион Смерти». Её озвучивает Кейли Куоко.
- В мультсериале DC Super Hero Girls (2015) Харли Квинн является одной из супергероинь.
- В мультсериале DC Super Hero Girls (2019) Харли Квинн — одна из суперзлодеек, противостоящих главным героиням.
- Она появилась в Suicide Squad Isekai[англ.].
- В мультсериале «Бэтмен: Крестоносец в плаще» её озвучила Джейми Чон[54].

### Кино
- До отмены пятого фильма о Бэтмене из оригинальной серии фильмов, который носил предварительное название «Batman Triumphant», предполагалось, что Харли объединится с Пугалом и Безумным Шляпником против команды Бэтмена, Робина и Бэтгёрл. Согласно сюжету, Харли должна была быть дочерью Джокера, а не его возлюбленной и помощницей[55]. По слухам, роль суперзлодейки должна была сыграть Мадонна[56].
- Перед анонсированием сюжета фильма «Тёмный рыцарь: Возрождение легенды» были слухи, что Джуно Темпл сыграет Харли Квинн[57], но в итоге актриса исполнила роль подруги Селины Кайл[58]. Как призналась Энн Хэтэуэй, во время прослушивания для фильма «Тёмный рыцарь: Возрождение легенды» она думала, что пробуется на роль Харли Квинн, а не Селины Кайл[59].
- В анимационном фильме «Бэтмен будущего: Возвращение Джокера» (2000) в воспоминании Барбары Гордон Харли помогает Джокеру пытать Робина (Тима Дрейка) и, видимо, погибает, падая в пропасть во время схватки с Бэтгёрл, так как тело её не нашли. Но в будущем в банде вернувшегося Джокера есть две близняшки-акробатки Дилия и Дидри Деннис с раскрашенными лицами. В конце за них вносит залог бабушка, которая страшно зла на «бездельниц», вырастив их. Девушки зовут её бабушка «Харли».
- В короткометражном фильме «Бэтмен: Новые времена» (Batman: New Times, 2005), рекламирующем серию конструкторов Lego с бэт-тематикой, появляется Харли Квинн.
- В анимационном фильме «Лига Справедливости: Кризис двух миров» (2010) «Харли» — это имя обезьянки, принадлежащей Шуту (Jester; супергеройский аналог Джокера из параллельного измерения).
- В анимационном фильме «Лига Справедливости: Парадокс источника конфликта» (2013) появляется альтернативная версия Харли Квинн — Йо-Йо, помощница местной версии Джокера (Марты Уэйн). В своём единственном появлении она борется с Бэтменом, которым здесь является Томас Уэйн. Её озвучивает Хинден Уолч.
- В анимационном фильме «Бэтмен: Нападение на Аркхэм» (2014) Харли одна из главных героев. Она участница Отряда самоубийц, посланного Амандой Уоллер в лечебницу Аркем. Её озвучивает Хинден Уолч.
- В одном из трёх короткометражных мультфильмов, являющихся рекламными приквелами к мультфильму «Лига Справедливости: Боги и монстры» (2015), местному Бэтмену (Кирку Лэнгстрому, который в основной вселенной является Мен-Бэтом) противостоит здешняя Харли, которая ещё более безумная и кровожадная, чем привычная злодейка.
- Австралийская актриса Марго Робби исполнила роль Харли Квинн в фильме 2016 года «Отряд самоубийц», входящем в Расширенную вселенную DC[60]. А также она появилась в фильмах «Хищные птицы», «Сирены Готэма», сиквеле «Отряда Самоубийц» и фильме с участием Джокера и её самой Харли.
- В анимационном фильме «Бэтмен и Харли Квинн» (2017) Харли меняет своё амплуа злодейки на героиню и вместе с Бэтменом и Найтвингом (которого даже соблазняет) противостоит своей подруге Ядовитый Плющ, задумавшей превратить всё человечество в гибриды растений. Несмотря на союз с Бэтменом и желание начать жизнь с чистого листа, Харли всё та же непредсказуемая социопатка, делающая всё по-своему.
- В анимационном фильме-кроссовере «Бэтмен против Черепашек-ниндзя» Харли Квинн — одна из заключённых «Аркхэма». Под действием мутагена она мутирует в антропоморфную гиену.
- Появляется в мультфильме «Несправедливость».
- В фильме «Джокер: Безумие на двоих» (премьера состоялась в октябре 2024 года) Харли Квинн сыграла актриса и певица Леди Гага. Эта версия персонажа, как и итерация Джокера Хоакина Феникса, имеет существенные различия с исходным материалом. Здесь, скорее она манипулирует Джокером, а не он ей. В конце фильма, Харли становится разочарована в Артуре, когда тот хочет быть обычным человеком, а не Джокером и бросает его.

#### Фанатские фильмы
- «Женщина-кошка: 9 Жизней» (Catwoman: Nine Lives, 2005) — Тара Флинн (Tara Flynn).
- «Пациент Джей» (Patient J, 2005) — Рейчел Николь (Rachel Nicole)[61].
- «Джокер» (Joker, 2006) — Дианна Миллер (Deanna Miller).
- «Бэтмен: Легенды» (Batman Legends, 2006) — Рейчел Николь.
- «Флэш: Кроссовер» (The Flash: Crossover) и «Харли Квинн на свидании вслепую» (Harley Quinn’s Big Blind Date) — два короткометражных фильма 2009 года, в роли Харли Квинн — Аманда Гейзель (Amanda Geisel).
- «Прах к праху» (Ashes to Ashes, 2009).
- «Мистер Джей» (Mr. J, 2010) — серия короткометражных фильмов, действие разворачивается после событий фильма «Тёмный рыцарь». В роли Харли Квинн — Джоанна Теландер (Johanna Telander).
- «Умри смеясь» (Die Laughing, 2010) — Джоанна Теландер.
- «Месть с улыбкой» (Vengeance with a Smile, 2010) — Клэр Бромуэлл (Claire Bromwell).
- «Город шрамов» (City of Scars, 2010) — Мэделинн Рей (Madelynn Rae)[62].
- «Летучие мыши в часовой башне» (Bats in the Clocktower, 2011) — Эшли Холломан (Ashley Holloman) как доктор Квинзель и Меган Холси (Megan Halsey) как Харли Квинн.
- «Бэтмен: Жажда смерти» (Batman: Death Wish, 2012) — Рейни Биддер (Rayne Bidder).
- «Харли Квинн: Начало» (Harley Quinn: Beginning, 2013) — Лиз Штеблау (Lis Steblaw).
- «Красная королева» (Red Queen, 2014) — Шеридин Фишер (Sheridyn Fisher).

### Компьютерные игры
- В игре The Adventures of Batman and Robin в версии для Super NES Харли появляется как эпизодический персонаж, а в версии для Sega Genesis является боссом.
- Появляется в игре Batman: Chaos in Gotham.
- В игре The Adventures of Batman & Robin для Sega CD персонажа снова озвучивает Арлин Соркин.
- В Batman Vengeance Харли делает грязную работу за Джокера.
- В игре Lego Batman: The Videogame Квинн подруга Джокера и доступна как игровой персонаж в «свободной игре»[63]. За неё можно играть в режиме «Злодеи», она будет использовать пистолет и может делать высокие прыжки. Её озвучивает Грей ДеЛизл.
- В игре «Lego Batman 2: DC Super Heroes» Харли Квинн вместе с остальными злодеями срывает награждение Брюса Уэйна в Готэмском театре. Когда прибывает Бэтмен, все злодеи сбегают, а Харли остаётся и является первым боссом игры. Позже Харли Квинн встречается в Аркхемском лабиринте, где ездит на джипе Двуликого. После этого Харли Квинн как и всех остальных злодеев можно встретить в открытом мире, и после небольшой битвы, игроку дают возможность купить Харли для свободной игры.
- Является помощницей Джокера в MMORPG DC Universe Online. За неё можно играть в режиме «Легенда».
- Является играбельным персонажем в компьютерной игре в жанре MOBA Infinite Crisis, где была озвучена Тарой Стронг[64].
- Харли является одной из трёх протагонистов в игре Suicide Squad: Special Ops, основанной на фильме.
- В Batman: The Enemy Within от Telltale Games Харли Квинн появляется во втором эпизоде игры. Она является участницей некоего Союза, который между собой заключили несколько злодеев, среди которых — Загадочник. В отличие от комиксов, здесь безумие Харли унаследовала от отца, который из-за этого покончил с собой. Джокер (Джон Доу) был её пациентом, но она с ним жестоко обращалась, хотя в итоге это привело к влюблённости в неё. В зависимости от решений игрока, Джокер либо помогает арестовать Харви и сам становится мстителем, как Бэтмен, либо превращается в традиционного злодея из комиксов и вступает в отношения с Харли. В первом случае, в конце игры она вынужденно становится участником Отряда Самоубийц, но Бэтмен и Джокер быстро их одолевают.
- Харли появилась в качестве играбельного персонажа в игре-кроссовере MultiVersus.

#### Серия игр Arkham
В игре Batman: Arkham Asylum Квинн помогает сбежать Джокеру, а потом выполняет все его поручения, например держать в заложниках комиссара Гордона. В игре у неё также новый костюм, похожий на униформу медсестры, а также проявляются её чувства к Джокеру. Когда Бэтмен сажает её за решётку, она надеется, что «мистер Джей» спасёт её. Злодейку озвучила Арлин Соркин.

Харли Квинн появилась в трейлере Batman: Arkham City сиквела Arkham Asylum вместе с Джокером. Но если в трейлере Харли одета в костюм из первой игры, то в самой игре у девушки новый костюм — в байкерском стиле. Кроме того, изменились её грим и причёска. Теперь из-за болезни Джокера Харли управляет всеми делами банды в Аркхэм-Сити. После полного прохождения сюжетной кампании игрок может найти в убежище Джокера положительный тест на беременность рядом с костюмом Харли из Batman: Arkham Asylum. Кроме того, после титров, в режиме «New Game Plus» она поёт фрагмент колыбельной, где обещает своему будущему ребёнку, что «мамочка убьёт весь этот чёртов мир». В этой игре персонажа озвучила Тара Стронг.

Харли Квинн в игре Batman: Arkham Asylum

В конце мая 2012 вышло загружаемое дополнение Harley Quinn’s Revenge, в котором злодейка стала главным врагом Бэтмена и Робина, когда решила отомстить за смерть своего любимого. Она превратила металлургический комбинат, который был базой Джокера, в огромный мемориал в его честь. В конце концов, Бэтмен и Робин побеждают злодейку и сдают её полиции. На заводе можно найти детскую кроватку, в которой сидит кукла-марионетка Чревовещателя, раскрашенная под Джокера. В кроватке и на полу раскидано 16 отрицательных тестов на беременность. Перед куклой лежит коробка тестов, на которой есть надпись: «Внимание! Результат теста может быть ложноположительным.» То есть Харли оказалась не беременна.
В игре Batman: Arkham City Lockdown для iOS Харли похищает и держит в заложниках репортёра, для обмена на арестованного Джокера, но Бэтмен её останавливает. Актриса озвучивания — Тара Стронг.
В игре Batman: Arkham Origins, приквеле Arkham Asylum, Харлин Квинзел является интерном психиатрической лечебницы Аркхэм. Она разговаривает с Джокером в тюрьме Блэкгейт, где он признаётся, что есть некая личность, которой он очень сильно увлекается. Харлин влюбляется в него, так как думает, что он говорит о ней, но на самом деле Джокер имел в виду Бэтмена. Озвучена Тарой Стронг.
Харли Квинн также присутствует в заключительной игре серии о Бэтмене — Batman: Arkham Knight, которая является продолжением Batman: Arkham City. Кроме того, совершив предварительный заказ игры, можно было бесплатно получить DLC со злодейкой в качестве игрового персонажа, где она имеет свои собственные навыки, различные виды оружия и приспособления. Сюжетное загружаемое дополнение с Харли Квинн в качестве игрового персонажа получило название «История Харли Квинн», где события предшествуют основному сюжету игры. Харли появилась в первом трейлере к игре. В этот раз её костюм состоит из «смешения» элементов одежды из первых двух игр. Озвучена Тарой Стронг.

#### Серия игр Injustice
В игре Injustice: Gods Among Us после смерти Джокера Харли Квинн решает, что её призвание это быть героиней. Она присоединяется к Сопротивлению, возглавляемого Бэтменом, а когда появляется Джокер из альтернативной вселенной, угрожает ему револьвером, так как принимает его за подражателя. Однако затем она признаёт в нём своего «пирожочка» («pudding») и отводит его к своей банде. В своей концовке Харли собирается выйти за Джокера, но клоун швыряет в лицо Харли свадебный торт, из-за чего Квинн окончательно срывается и перерезает шутнику горло церемониальным ножом. Её помещают в лечебницу Аркхэм прямо в свадебном платье. После победы героев против Кал-Эла она продолжает забывать Джокера в каждой вселенной, включая параллельного. Озвучивает Тара Стронг.
В Injustice 2 Харли по-прежнему на стороне Бэтмена. В игре она выполняет разведочные задания Тёмного рыцаря, работая сначала с Чёрной Канарейкой и Зелёной Стрелой, а после с Женщиной-кошкой и Киборгом. Когда Харли сражается с Пугалом, на неё действует его токсин страха, и Квинн переносится в парк развлечений, где видит Джокера. Оказывается, самый большой страх Харли — снова стать безжалостной убийцей, которой она была, когда Джокер был жив. Также выясняется, что, будучи злодейкой, она лишь хотела впечатлить «не того парня», и именно в этом она упрекает Чудо-женщину, которая также, как и Квинн когда-то, пытается угодить Супермену. В концовке персонажа нам показывают, как Харли отказывается от супергеройской жизни, чтобы наконец воссоединится со своей дочерью — Люси (о том, что у Харли есть дочь от Джокера, стало известно в комикс-приквеле к первой игре под названием Injustice: Gods Among Us: Year Two Issue #13).

## Критика
- Харли Квинн занимает № 45 в списке 100 самых лучших злодеев комиксов по версии IGN.
- Харли была определена на 16 место в списке 100 самых сексуальных героинь комиксов по версии Comics Buyer’s Guide[74].

## Факты
- Харли Квинн говорит с акцентом Куинса (Queens) — одного из районов Нью-Йорка.[источник не указан 1818 дней]
- Режиссёр и актёр Кевин Смит, который также является и большим любителем комиксов, назвал свою дочь Харли Квинн[75].
- Изображение Харли Квинн с «застёгнутым» ртом некоторое время являлось аватаром для пользователей социальной сети «ВКонтакте», заблокированных за распространение спама[76].